# Kingsville (Texas)
Kingsville is een plaats (city) in de Amerikaanse staat Texas, en valt bestuurlijk gezien onder Kleberg County.

## Demografie
Bij de volkstelling in 2000 werd het aantal inwoners vastgesteld op 25.575.
In 2006 is het aantal inwoners door het United States Census Bureau geschat op 24.394, een daling van 1181 (-4.6%).

## Geografie
Volgens het United States Census Bureau beslaat de plaats een oppervlakte van
35,9 km², waarvan 35,8 km² land en 0,1 km² water.

## Plaatsen in de nabije omgeving
De onderstaande figuur toont nabijgelegen plaatsen in een straal van 32 km rond Kingsville.